# Bhagavata Mela
Bhagavata Mela är en klassisk indisk dans som framförs i Tamil Nadu, främst i staden Thanjavur. Dansen koreograferas som en årlig tradition inom vaishnavismen i Melattur och närliggande regioner. Bhagavata Mela härstammar från en historik migration från Andhra Pradesh till konungariket Tanjavur av utförare av den klassiska indiska dansen kuchipudi.